# 克爾曼王朝
克爾曼王朝（Kirmanid dynasty），也译作起儿漫王朝，是西遼政權失敗後其貴族在伊朗東南部克爾曼地區建立的一個政權，共延續八十餘年（1224年－1303年或1306年）。《马可·波罗游记》称其为“起尔漫王国”，其人为“哈拉契丹人”。西方史学称为“库特鲁汗国”（Qutlughkhanid）。中國學者王治來稱“後西遼”。

## 歷史
克爾曼王朝是由西遼人波剌黑·哈只卜於1224年所建，因此又被稱為後西遼。波剌黑原為西遼將領，但於1210年敗於花剌子模帝國，成為戰俘。後因受到花剌子模國君主沙赫穆罕默德的賞識，而被配屬到其子加禿丁的部下。在花剌子模被蒙古帝國入侵快亡國時，波剌黑投奔加禿丁之兄札蘭丁，並輔助札蘭丁復國。
1224年，波剌黑統治克爾曼地區，隨即建立起克爾曼王朝。以強化統治對穆斯林的力道為目的，他皈依了伊斯兰教，并向巴格达的哈里发请求册封。然而，雖然波剌黑靠著花剌子模殘部在克爾曼建立統治時，為了常保他的統治權，波剌黑轉而向蒙古稱臣，為此他甚至殺了前來投奔的加禿丁。之後，窩闊台汗欲攻錫斯坦，並要求波剌黑領兵相助，但波剌黑以年老力衰，婉拒派兵，只派遣兒子魯克那丁前往和林朝覲。途中，波剌黑亡故，蘇丹位為其姪忽都不丁所篡，因此抵達和林的魯克那丁在取得窩闊台汗的同意後，返國奪回政權。篡位失敗的忽都不丁被迫前往和林朝覲。
留滯蒙古的忽都不丁始終仍想恢復其蘇丹地位，因此在得到新大汗蒙哥汗的寵信後，得到蒙哥封之為克爾曼的蘇丹。面臨到忽都不丁挾蒙古援軍咄咄逼人，魯克那丁自知不敵，隨即逃往巴格達投奔阿拔斯王朝哈里發，然而哈里發害怕蒙古的國力，於是拒絕收留他，最終魯克那丁為蒙軍所虜，不久便遭殺害。
忽都不丁統治7年後辭世，王位由兒子穆紮法繼位。因穆紮法年幼，由其母攝政15年。長大後的穆紮法因不滿其母長期攝政，企圖奪回政權，不過失敗，被迫流亡到印度。王位由其兄弟賈拉爾繼位，此後王朝幾乎一直陷於一連串的陰謀與動亂。直到1303年，克爾曼王朝因內亂而滅亡，終其王朝，總共統治了80年，其不過是伊兒汗國的附庸，其蘇丹傳位混亂，很大程度都受到伊兒汗國的干預。

## 歷代君主
| 君主                             | 罗马化名字                       | 統治時間       |
| -------------------------------- | -------------------------------- | -------------- |
| 波剌黑·哈只卜                    | Baraq Hajib                      | 1224年－1235年 |
| 忽都不丁一世·穆罕默德            | Qutb ad-Din I Mohammed           | 1235年－1236年 |
| 魯克那丁·和卓·哈克               | Rukh ad-Din Hoja al-Hakk         | 1236年－1252年 |
| 忽都不丁一世·穆罕默德 （復位）   | Qutb ad-Din I Mohammed           | 1252年－1257年 |
| 穆紮法·阿斯丁一世·沙吉·嘉吉      | Muzzafar as-Din I Shaj Jaj       | 1257年－1275年 |
| 圖兒坎·哈敦 （女性）             | Turkan Hatun                     | 1275年－1282年 |
| 賈拉爾·阿丁·阿布勒·穆紮法耳      | Djalal ad-Din Abu'l-Muzzafar     | 1282年－1292年 |
| 薩法特·阿丁·葩迪莎·哈敦 （女性） | Safvat ad-Din Padishah Hatun     | 1292年－1295年 |
| 玉魯克·沙                        | Yuluq Shah                       | 1295年－1295年 |
| 穆紮法·阿丁二世·穆罕默·沙        | Muzzafar ad-Din II Mohammed Shah | 1295年－1301年 |
| 忽特巴丁二世·沙                  | Qutb ad-Din II Shah              | 1301年－1309年 |

## 起儿漫王朝被称为“后西辽”的原因
史书并没有记载起儿漫王朝的建立者是耶律皇族，也没有说这个国家以“辽”为国号，“后西辽”的名字，应该是后来中国学者起的。历史教授王治来1983年论文《关于“后西辽”》里有这样一段：“为此，特将克尔曼的哈拉契丹王朝作一简要叙述，我称之为‘后西辽’。”“克尔曼”，即“起儿漫”。
在下一段里，他紧接着引用了多桑《蒙古史》里的话：“关于‘后西辽’，多桑《蒙古史》早已提及，他说：‘突厥斯坦与起儿漫有两个哈拉契丹王朝，后一王朝晚于前一王朝一百多年。’”这个“后一王朝”似乎启发了他称起儿漫为“后西辽”。
除创始人来自契丹军队以外，并没有证据表明克尔曼契丹王朝与西辽有何延续的关系，考虑到这个王朝是由契丹人在克尔曼建立，故称“克尔曼契丹王朝”更为合适。

## 延伸阅读
[在维基数据编辑]
 《新元史/卷255》，出自柯劭忞《新元史》